# Fiesta de la Anunciación
No confundir con Anunciación
La Fiesta de la Anunciación, en griego, Ο Ευαγγελισμός της Θεοτόκου, contemporáneamente la Solemnidad de la Anunciación, y también llamada Lady Day, la Fiesta de la Encarnación (Festum Incarnationis), o Conceptio Christi (Concepción de Cristo), conmemora la visita del arcángel Gabriel a la Virgen María, durante la cual le informó que sería la madre de Jesucristo, el Hijo de Dios. Se celebra el 25 de marzo de cada año. En la Iglesia católica, cuando el 25 de marzo cae durante el Triduo Pascual, se adelanta al primer día adecuado durante el Tiempo de Pascua. En la ortodoxia y en el  catolicismo oriental, nunca se traslada, aunque caiga en Pascha (Pascua). La concurrencia de estas dos fiestas se denomina Kyriopascha.
La fiesta de la Anunciación se observa casi universalmente en todo el cristianismo, especialmente dentro de la Ortodoxia, el Anglicanismo, el Catolicismo y el Luteranismo. Es una de las principales fiestas marianas, clasificada como solemnidad en la Iglesia Católica, como «festiva» en las Iglesias Luteranas, y como «fiesta principal» en la Comunión Anglicana. En la cristianismo ortodoxo, debido a que anuncia la encarnación de Cristo, se cuenta como una de las ocho grandes fiestas del Señor, y no entre las cuatro grandes fiestas marianas, aunque algunos aspectos destacados de su observancia litúrgica son marianos. Dos ejemplos en el cristianismo litúrgico de la importancia concedida a la Anunciación son el rezo del Ángelus y, especialmente en el catolicismo, la posición del acontecimiento como primer misterio gozoso del  Rosario.

## Texto bíblico
Según el Evangelio de Mateo, 1; 18-25

La generación de Jesucristo fue así: María, su madre, estaba desposada con José, y antes de que conviviesen se encontró con que había concebido en su seno por obra del Espíritu Santo. José, su esposo, como era justo y no quería exponerla a infamia, pensó repudiarla en secreto. Consideraba él estas cosas, cuando un ángel del Señor se le apareció en sueños y le dijo: —José, hijo de David, no temas recibir a María, tu esposa, porque lo que en ella ha sido concebido es obra del Espíritu Santo. Dará a luz un hijo y le pondrás por nombre Jesús, porque él salvará a su pueblo de sus pecados. Todo esto sucedió para que se cumpliera lo que dijo el Señor por medio del Profeta: Mirad, la virgen concebirá y dará a luz un hijo, a quien pondrán por nombre Emmanuel, que significa Dios–con–nosotros. Al despertarse, José hizo lo que el ángel del Señor le había ordenado, y recibió a su esposa. Y, sin que la hubiera conocido, dio ella a luz un hijo; y le puso por nombre Jesús.

Según el Evangelio de Lucas, 1; 26-38

En el sexto mes fue enviado el ángel Gabriel de parte de Dios a una ciudad de Galilea llamada Nazaret, a una virgen desposada con un varón de nombre José, de la casa de David. El nombre de la virgen era María. Y entró donde ella estaba y le dijo: —Dios te salve, llena de gracia, el Señor es contigo. Ella se turbó al oír estas palabras, y consideraba qué podía significar este saludo. Y el ángel le dijo: —No temas, María, porque has hallado gracia delante de Dios: concebirás en tu seno y darás a luz un hijo, y le pondrás por nombre Jesús. Será grande y será llamado Hijo del Altísimo; el Señor Dios le dará el trono de David, su padre, reinará eternamente sobre la casa de Jacob y su Reino no tendrá fin. María le dijo al ángel: —¿De qué modo se hará esto, pues no conozco varón? 35Respondió el ángel y le dijo: —El Espíritu Santo descenderá sobre ti, y el poder del Altísimo te cubrirá con su sombra; por eso, el que nacerá Santo será llamado Hijo de Dios. Y ahí tienes a Isabel, tu pariente, que en su ancianidad ha concebido también un hijo, y la que llamaban estéril está ya en el sexto mes, porque para Dios no hay nada imposible. Dijo entonces María: —He aquí la esclava del Señor, hágase en mí según tu palabra. Y el ángel se retiró de su presencia.

Aquí se registra el «saludo angélico» de Gabriel a María: «Salve, llena de gracia, el Señor está contigo» (Lucas DRA; Latin Vulgata: have gratia plena Dominus tecum VULGATE), y la respuesta de María a la voluntad de Dios, «hágase en mí según tu palabra» (DRA; Vulgata: fiat mihi secundum verbum tuum VULGATE). El «saludo angélico» es el origen de la oración del Ave María y del Ángelus; la segunda parte de la oración proviene del saludo de santa Isabel a María en la Visitación.

## Historia
La fiesta de la Anunciación se celebraba ya en el siglo IV o V. Las primeras menciones ciertas de la fiesta se encuentran en un canon, de los Consejo de Toledo en el año 656, donde se describe que se celebra en toda la Iglesia, y en otro del Consejo de Constantinopla en Trullo en el año 692, en el que se prohibía la celebración de cualquier fiesta durante la Cuaresma, exceptuando el Día del Señor (domingo) y la Gran Fiesta de la Anunciación. Un Sínodo de Worcester, Inglaterra, en 1240, prohibió todo trabajo servil en la fiesta. Como esta fiesta celebra la Encarnación de la Segunda Persona de la Santísima Trinidad, muchos Padres de la Iglesia, entre ellos San Atanasio, San Gregorio de Nisa y San Agustín, han expuesto sobre ella.
Desde los primeros tiempos de la historia, la fiesta se ha celebrado el 25 de marzo, conmemorando tanto la creencia de que el equinoccio de primavera no sólo era el día de la el acto de la Creación de Dios sino también el comienzo de la redención de Cristo de esa misma Creación. Toda la antigüedad cristiana consideró el 25 de marzo como el día real de la muerte de Jesús. La opinión de que la Encarnación también tuvo lugar en esa fecha se encuentra en la obra  seudocipriana De Pascha Computus, c. 240. Dice que la venida de Jesús y su muerte debieron coincidir con la creación y la caída de Adán. Y como el mundo fue creado en primavera, Cristo también fue concebido y murió poco después del equinoccio de primavera. Cálculos similares se encuentran en la temprana y posterior Edad Media, y a ellos deben su origen las fechas de la fiesta de la Anunciación y de la Navidad. En consecuencia, los antiguos martirologios asignan al 25 de marzo la creación de Adán y la crucifixión de Jesús; también, la caída de Lucifer, el paso de Israel por el Mar Rojo y la inmolación de Isaac. La Leyenda Dorada medieval identifica el 25 de marzo no sólo con la fecha de la Creación y la Anunciación, sino también con un gran número de otros acontecimientos significativos de la historia de la salvación, entre ellos el Viernes Santo de la crucifixión y muerte de Cristo.
En la tradición de las Iglesias occidentales (Iglesia Católica, Anglicana, Luterana y Ortodoxia de rito occidental), la fiesta se traslada si es necesario para evitar que caiga durante la Semana Santa o la Semana de Pascua o en un domingo del calendario litúrgico. Para evitar que caiga en un domingo anterior a la Semana Santa, se celebraría en su lugar el día siguiente (26 de marzo). En años como 2016 en los que el 25 de marzo cayó dentro de la Semana Santa o de la Semana de Pascua, la Anunciación se traslada al lunes siguiente a la Octava de Pascua, es decir, al lunes siguiente al segundo domingo de Pascua.
En la tradición de las Iglesias orientales, (ortodoxa, ortodoxas orientales, y católicas orientales) la fiesta de la Anunciación no se traslada bajo ninguna circunstancia. Tienen liturgias especiales combinadas para aquellos años en los que la Anunciación coincide con otra fiesta. En estas iglesias, incluso el Viernes Santo se celebra una Divina Liturgia cuando coincide con la Anunciación. Una de las acusaciones más frecuentes que se lanzan contra los neocalendistas es el hecho de que en las iglesias del Nuevo Calendario (que celebran la Anunciación según el Nuevo Calendario pero la Pascua según el Antiguo Calendario), estas liturgias especiales ya no pueden celebrarse, ya que la Anunciación es siempre mucho antes de la Semana Santa en el Nuevo Calendario. Los viejos calendarios creen que esto empobrece la vida litúrgica y espiritual de la Iglesia
El Día de la Independencia griega se celebra en la fiesta de la Anunciación y el 25 de marzo es también fiesta nacional en el Líbano.
La fecha está cerca del equinoccio de primavera, como la Navidad lo está del solsticio de invierno; por ello, la Anunciación y la Navidad eran dos de los cuatro cuartos de día en la Inglaterra medieval y moderna temprana, que marcaban las divisiones del año fiscal (los otros dos eran las Fiestas Juninas, o la Natividad de  San Juan Bautista, el 24 de junio, y Michaelmas, la fiesta de San Miguel, el 29 de septiembre).
Cuando el sistema de calendario de Anno Domini fue introducido por primera vez por Dionisio el exiguo en el año 525 d. C., asignó el comienzo del año nuevo al 25 de marzo, porque según la doctrina cristiana, la era de la gracia comenzó con la Encarnación de Cristo en la Anunciación, fecha en la que se cree que Jesucristo fue concebido en la Virgen María por el Espíritu Santo.
El Papa Juan Pablo II estableció el 25 de marzo como el  Día Internacional del Niño por Nacer, por su conmemoración de la concepción de Jesús.